# レパートリー・シアター
レパートリー・シアター（repertory theater）は、専属の劇団がレパートリーとする様々な演目を、日替わりで上演する運営を行っている劇場。レパートリー制。ウィーン国立歌劇場をはじめとして、バイエルン、ベルリン、ドレスデンなどドイツの主要なオペラハウスで行っている運営形態である。
一つの演目を上演し続けるロングラン公演や、劇場外部の劇団が上演する貸し館制とは区別され、パリ・オペラ座やミラノ・スカラ座などのように一つの演目を一定期間に継続上演する場合を「スタジオーネ・システム」と呼ぶ。日本では宝塚大劇場、歌舞伎座、国立文楽劇場、劇団四季の自由劇場などが該当する。
新国立劇場はその設立当初より、レパートリー制のオペラハウスを目指しているが、いまだに実現していない。